# أومالاندن

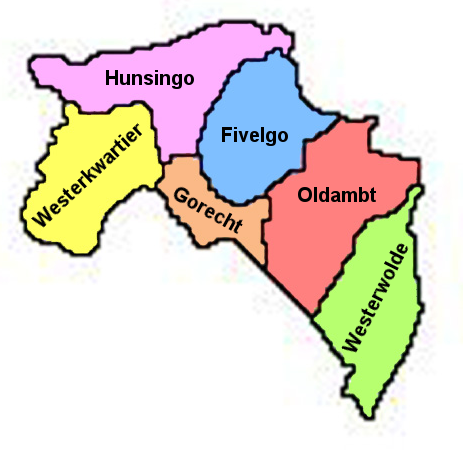
خريطة خرونينجن وأومالاندن

أومالاندن (تنطق بالهولندية: [ˈɔməˌlɑndən]; (بالإنجليزية: Surrounding Lands)‏) هي أجزاء من مقاطعة خرونينغن التي تحيط بمدينة خرونينغن.